# Научна етика

## Научната етика – приложна етическа дисциплина
Научната етика е фундамент на една от основните човешки жизнени дейности, чрез които човекът се свързва с действителността на заобикалящия го свят, опознава я, изследва я, изгражда своята реалност в нея. Кирил Нешев говори за три основни човешки дейности: познание, труд, общуване. Човешките отношения, свързани с достигане и разбиране на познание са поставени именно върху основаната на научната етика.
Научната етика е приложна професионална етика. Отнася се към сферата на познанието и науката, прилага се във всички институции и професии в тази сфера. Като приложно етическо познание, тя засяга не само човешките и колегиални взаимоотношения, но и продуктите от образователната и научна дейност, реализирани на всички нива в университета или научното звено. Целта на научната етика е да установи нравствената основа на взаимоотношенията в науката, върху която дейците в научното или академичното поле да произвеждат обществено необходими духовни блага.
Валентина Драмалиева казва, че научната етика се изразява в прилагането на етически стандарти към науката като значима сфера. Тя е професионална етика на хората, занимаващи се професионално с наука (изследователи, учени, преподаватели). Тя е казуистика.
Даниела Сотирова предпочита термина „академична етика“ пред „научна етика“. Според нея:
„Обичайно словосъчетанието „академична етика“ у нас се употребява главно риторично-иронично. Възприема се като израз на своеобразен аристократизъм или илюзорна елитарност на преподавателските среди. В условията на масово висше образование „академична етика“ звучи пейоративно-носталгично – 15-минутното закъснение е „в рамките на академичната етика“, търпеливото изслушване на опонент е „проява на академична етика“, да повишаваш тон на студент/колега „не е академично“. Всъщност зад фразите и термина се крият императиви, реалности, институционални отношения, натрупани проблеми и ограничения пред университетската общност. Те имат морално измерение и изискват обговаряне и обосноваване. Академичната етика се нуждае от многопланов концептуален анализ.“

## Предмет на научната етика
Научната етика обединява две основни сфери, според Васил Проданов. Първата се отнася до етическите норми, регулиращи научната дей-ност и взаимоотношенията на учените, преподавателите, изследователи-те, с обществото. Тя съдържа нормативно знание. Втората част включва изследването на етическите проблеми на науката – знанието тук е дескриптивно.

Следователно, предметният фокус на научната етика се простира върху:
„Целия обхват на етически регулатори на научния процес, като се започне от набирането на данни, експериментирането, обобщенията, дискусиите и взаимодействията в научната общност, начина на изложение на резултатите и се стигне до отговорността за тези резултати, техните социални последствия, очаквани и неочаквани дългосрочни последици“. 
„Етиката на науката е свързана със създаването на морален кодекс, ограничаващ, стимулиращ, преценяващ и рефлектиращ върху дейността на учения“ – пише Кирил Нешев. Предмет на научната етика е научния етос.
Научната етика изучава нравствената система на науката, основана върху връзката между: ценности в науката – етически норми в науката – етически принципи в научното изследване. Тази връзка е и сърцето на научния етос. Различните времена и различните общества, промяната на човека и самата наука изискват предефиниране на научния етос дори и днес. Но колкото и каквито опити за ново съдържателно дефиниране да се правят, то те винаги ще повтарят една и съща структура на етоса, изградена в йерархията на ценности – норми – принципи.
Вълчин Даскалов казва, че академичната етика е система от правила за поведение, които са така силно обвързани помежду си, че връзката между тях създава нови качества и значение. „В основата на академичната етика са трайно установените морални ценности и традиции“. На първо място са общочовешките ценности. След тях са моралните принципи, конкретно приложими в дадената сфера – образование и наука. На финала са нормите, които съответният университет приема като водещи.

### Ценности – норми – принципи в научната етика
Ценностите, които Васил Проданов поставя в самото ядро на приложното научноетическо познание, са: истина, човешко достойнство, здравето и живота. Можем да добавим още и свобода, доверие, справедливост, честност, добродетелност, сътрудничество.
Ценностите трябва да живеят, а това означава да се прилагат в ежедневната научна и образователна работа. „Най-краткия и смислен път за достигане до етическите ценности“ и последващото им практическо приложение са етическите норми в науката, казва Валентина Драмалиева. Тя посочва следните етически императивни норми (предписания) в науката: безпристрастно и честно търсене на истината; придържане към обективност, почтеност, безкористност; отстояване на свободата и справедливостта; поемане на отговорност; уважение на обществения интерес, човешкото достойнство, живота; осигуряване на прозрачност и гарантиране на доверие; критично и аналитично мислене; добросъвестност и стремеж към сътрудничество.
Най-после идват етическите принципи. В предметния периметър на научната етика разпознаваме: принцип за академична автономия; принцип за съответствие между свобода и отговорност; принцип за съответствие между правата и задълженията; принцип за съответствие между целта и средствата; принцип на справедливостта; деонтологичен принцип – „прави каквото трябва, да става каквото ще“; принцип на утилитаризма – „най-голямата полза (добро, щастие) за най-голям брой хора“. 

## Видове научна етика
Научната етика има различни подвидове съобразно вида на научната дейност и обхвата на приложение на етичните норми. Например: изследователска етика или етични норми и стандарти, приложими в процеса на научно изследване; публикационна етика – комплекс от етически норми и правила за публикуване на научен труд; преподавателска етика – етика на университетското преподаване.

## Функции на научната етика
Основната функция на научната етика е да служи като регулатор на взаимоотношенията в науката и на развитието на самата наука. Това е така нар. регулираща функция.
Етичната регулация на отношенията в науката изисква най-напред да се установи така нар. ценностен консенсус в общността, колегията. След това да се създадат инструментите за регулиране – етични кодекси, правила за етично поведение, политики, декларации. Върху тяхната основа се учредяват етическите регулаторни институции, като комисии или съвети по академична етика. Те извършват етичната регулация, съблюдавайки етичните нормативни документи и правилниците за собствената си дейност. Според Виолета Цакова, научната етика като систематизация на моралните норми и правилата, които работещите във и с наука се самозадължават да спазват, е основният регулатор на отношенията в науката и на самата наука. Част от нормите са съпътствали науката във вековете на нейното развитие и до днес са запазили своята непреходност. Други са отражение на конкретно историческо време и ситуация. Според Цакова, именно моралът в науката, като основа на научната етика е съхранил „нейната загадъчност, тайнствена красота и притегателна сила“.
 

Противоположното на научната етика като регулатор на отношенията в науката според Виолета Цакова се формира от прилаганите спрямо науката външни на нея и чужди на природата ѝ административни, партийни и политически режими за регулация. Партийните и политическите режими за регулация на отношенията могат да доведат до форми на ограничаване на интелектуалната свобода и автономност, които са витално важни за развитието на науката като висша познавателна човешка дейност. Етиката съхранява, изгражда, развива науката, а „режимите“ я стягат и затварят.
„Администрирането в науката и нейното бюрократизиране започват тогава, когато властта осъзнава и признава силата на знанието и пожелава да го контролира, подобно на всеки значим ресурс“, пише Виолета Цакова.
Научната етика има още оценяваща и формираща функции.
Оценяващата функция предполага добросъвестно, професионално, безпристрастно и свободно изработване на етическа оценка. Оценката служи за разрешаване на етически спорове, за утвърждаване на ценности и етически норми, за аргументиране на необходимост от промяна в етичната рамка на общността. Тя започва от етически анализ и следва да даде морална обосновка за етическо решение и последващо действие. Етическият анализ се фокусира върху ценностите, нравствеността, етическите норми и принципи. Той започва от точното разпознаване и дефиниране на етическия проблем. Изисква проучване на засегнатите страни, а и на другите, които биха могли по някакъв начин да бъдат засегнати от етическата оценка. След това е необходимо изработване на матрица за събиране на информация по случая, събиране и систематизиране на информацията. Следва дискусия на възможните подходи за етически анализ и прилагане на избрания подход. Финалът на етическия анализ, в зависимост от това колко добре и професионално е изработен, следва да доведе до етическа оценка.
Формиращата функция се изразява чрез действия, които имат за цел да формират, да установят колективно етическо съзнание в полето на прилагане на научната етика. „Колективното съзнание“ се формира на база колективни чувства – когато става дума за етика, това са колективни морални чувства. Върху тях се изграждат колективни представи или колективни етически представи и етически нагласи. Съчетанието от чувства и представи води до колективно съзнание. Затова много важни са чувствата или още моралните чувства, за които говори Адам Смит. Чрез тях се осъществява формиращата функция на научната етика, но те са в основата и на другите две от научноетическата функционална триада.

## Етичен кодекс в науката
Систематизацията на основните ценности и принципи на научната етика, на основните етични норми и стандарти, представлява  корпуса на Етичния кодекс в науката. Етичният кодекс в науката постановява етични стандарти и механизми за тяхното спазване с цел утвърждаване на колективната етична отговорност за запазване на автономността на наечната институция или научното поле.  
У нас не съществува Етичен кодекс на българската наука или на българските учени, който да е общо приет от всички университети и изселдавателски институти, както и от всички браншови или синдикални организации, свързани с научноизследавателска или преподавателска дейност.  Обратното - всяка институция в полето на науката у нас има свой собствен етичен кодекс. 

## Комисия по академична етика
Етическите комисии или още етични комисии са органи за етична саморегулация в рамките на институцията, в която работят. Те са нагажирани с осъществяване на контрол върху спазването на приетите етични норми, разписани в етични кодекси, правила за поведение, декларации и други документи, които общността приема.
Етичните комисии са съставени от членове, избрани от съответната институция или общност. Всеки български университет, както и чуждестранните университети, а също и научните институти имат свои комисии по етиката. Министерството на образованието и науката също учреди „Комисия по академична етика Архив на оригинала от 2024-02-01 в Wayback Machine.“, която има цел да разрешава спорове в полето на етиката в науката у нас.
Правомощията на етичните комисии са описани в етичния кодекс на институцията или общността. Те може да са само в полето на възникващите етични спорове, както е по-честата практика у нас. Но, както показва практиката в чуждестранни университети и научни институции, етичните комисии могат да изпълняват и функции по изготвяне на етическа оценка на програмите на научните изследвания.

## Терминологична дискусия
Терминът „Научна етика“ създава усещането, че има етика, която е научна и друга, която не е. Обективно в науката няма дисциплина „Етика“, която не е научна. От тази гледна точка определението на „Етиката“ като научна в словосъчетанието „научна етика“ няма особен смисъл.
Във всекидневието, обаче, хората говорят за етика, за етичност, когато искат да споделят нещо, свързано с човешка добродетелност и нравственост. Разграничаването на научната дисциплина „Етика“ от всекидневното говорене се установява чрез термина „научна етика“, в който Васил Момов влага смисъл на „единна система на теоретично и приложно знание“. В същия смисъл и Любомир Драмалиев употребява термина, представяйки идеите на английските класически етици за това що е то етика като научна дисциплина.
Българските етици по-често наричат тази приложна етическа дисциплина „Етика на науката“ или „Етика в науката / научното изследване“. Същият смисъл е вложен и в темата на Седмата национална конференция по етика, проведена през 2011 г. в УНСС: „Етиката в българската наука“. В сборника, съдържащ 52 доклада от конференцията, словосъчетанието „научна(та) етика“ се употребява 11 пъти в докладите на социолози и юристи. В един от тези доклади под „научна етика“ се визира етиката като научна дисциплина. Етиците говорят за „етика в / на науката“. Същото се употребява и във водещия доклад, който изгражда теоретико-методологическата конструкция на форума.
12 години по-късно, през 2023 година, авторът на водещия доклад – Валентина Драмалиева, в своя публикация допуска и употребата на понятието „научна етика“, а Даниела Сотирова предлага да се говори за „академична етика“.
Едва през 2023 г. започва да се налага „Научна етика“ във връзка с едноименната университетска учебна дисциплина. На английски език за назоваване на същата приложна етическа дисциплина се използва “Research ethics” или “Ethics in scientific / social research”. На руски срещаме „Научная этика“ и „Этика науки“.

## Научна етика – университетска дисциплина
„Научна етика“ е университетска дисциплина, задължителна за ОКС „Бакалавър“ в българските университети от учебната 2022 – 2023 г. Дисциплината е с хорариум 30 лекционни часа, предвидена е в първи семестър. Всяко висше училище организира преподаването на „Научна етика“ самостоятелно в рамките на академичната си автономия.
Изучаването на „Научна етика“ в българските висши училища е предложено в Стратегията за развитие на висшето образование в Р България 2021-2030 г, приета от Народното събрание като официален държавен документ в края на 2020 година. Мотивите за въвеждането на учебната дисциплина изхождат от разпространението на прояви на академична непочтеност у нас. В отговор на проблема и като мярка за превенция на разпространението на непочтени практики в академичното поле, в Стратегията се планира „въвеждане в първата година на обучение след средно образование на задължителен курс по научна етика, в който се обясняват проблемите на академичното плагиатство и борбата с него, изискванията за коректно цитиране на източниците на информация, основните принципи при създаване и защита на интелектуална собственост, и други свързани въпроси“. Стратегията обръща внимание и върху „толерирането на практики, които граничат със или са директни форми на плагиатство и др.“

## Научна етика – учебник
Първият български учебник по дисциплината „Научна етика“ е публикуван през 2023 г. от ИК – УНСС с автор Катя Михайлова. Учебникът разглежда етиката най-напред като отношение към себе си, а научната етика като отношение към себе си като студент. След това тя е отношение към другите – колегите, преподавателите, администрацията, университета. Накрая етиката е отношение към обществото, в което живеем.
Една нова, оригинална книга предизвиква вниманието на изследователите и просветените читатели. Тя е написана от доцент д-р Катя Михайлова, и жанрово представя научната етика предимно като учебник. Текстът на този учебник - монография разглежда научната етика на няколко равнища: изследователска, академична, публикационна. Изданието наистина е успешен опит да се изследват различните форми на научната етика като приложно етическо познание, като етика в Университета и етично академично четене и писане, като изследователска етика и др. Научно постижение е задълбочения анализ на научната етика в контекста на няколко научни области и различни научни полета.
Съдържанието е по учебната програма по дисциплината, приета от катедра „Икономическа социология“, УНСС. Структурата следва дедуктивна логика, разгърната в шест глави. Първата глава е посветена на етиката като научна дисциплина. Тук се маркира координатна система на етиката, защото в нея се намира специфичния предмет на учебника и едноименния лекционен курс – „Научна етика“. Следователно, за да разберем „Научната етика“ или етиката в науката, което е целта на трета глава, трябва да тръгнем от етиката (Първа глава) и да минем през приложната етика във Втора глава. Следващите глави от учебника – Четвърта, Пета и Шеста, се занимават с отделни проблеми, които доизясняват научната етика като приложно етическо познание. Четвърта глава е отделена на етичните норми в университета - преподавателската етика и етиката на студентите. Пета глава се занимава с етичните норми за академичното четене и писане. Съдържанието на Шеста глава е фокусирано върху така нар. изследователска етика като едно от измеренията на етиката в науката, което конкретно се прилага в научноизследователския процес. Към всяка глава е приложен откъс от етически, социологически или философски текст. 
„Духът прави силата“, казва Университетът за национално и световно стопанство. А къде да намерим Духа в днешното бездуховно време, за да станем силни? Там където са двама, трима или повече учещи, мислещи, мечтаещи, вярващи заедно, там го търсете. Ще го разпознаете в академичната почтеност и високата научна нравственост. Без тях хората в университета се разпиляват като отломки от величествена скала, а университетът остава студена сграда с голяма библиотека.
Академичната почтеност ни свързва в университета и ни дава свободата да съз-даваме себе си и света, в който искаме заедно да живеем.
Почтеността! Тя е и заедно с творчеството ще продължи да бъде разделителен мост между хората. Във всеки момент всеки може да премине по моста и да се озове на етичния или на другия бряг. Изборът е личен и е свободен.
Този книга е за моста в университета. Тя разказва за академичната почтеност и научна етика в университетския живот. Тя е за колегите (в университета всички сме колеги), изправени пред академичния мост и отговорността на етическото решение.''  